# 류종현 (언론인)
류종현(柳宗鉉, 유종현, 영어: Zachary Johnson Liu 재커리 존슨 리우[*], 1956년 2월 29일 ~ )은 지난날 MBC 문화방송 시사제작부 차장 직위를 지냈던 대한민국의 시사평론가 겸 대학 교수이자, 대한민국 프리덤 뉴스 논설위원 직위자이며 대한민국 국가비상대책국민위원회 VOK 뉴스 객원논설보도위원 직위자이다.

## 대표 성향 경력
- 한양대학교 겸임교수
- 한국외국어대학교 겸임교수
- 숭실대학교 겸임교수

## 이력

### 주요 이력
그는 전라북도 전주에서 출생하였고 1982년 1월, 현대그룹 예하 평사원으로 입사하였다가 1년 7개월 후 퇴사하여 결국 1983년 8월, MBC 문화방송 기자 이적 입사를 한 후 1984년 MBC 뉴스데스크 "카메라 출동"에서 보도 기자와 CG 촬영 제작 기자로 이름을 알렸던 그는 걸프전 종군 기자와 1995년 MBC 문화방송 미국 워싱턴 특파원 등으로 활동하였으며 이후 2000년 8월 21일에서 2013년 9월 27일까지 MBC 문화방송 시사제작부 차장 직을 지냈으며 2013년 11월 30일을 기하여 MBC 문화방송 퇴사와 함께 프리 랜서를 선언한 이후 "탈정치 탈이념 친중도주의 표방 미디어 언론"을 중요시하면서 "언론 기자 출신은 절대 정치 개입에 입각을 한 언사의 왜곡 보도를 하지 않는다."는 친중도주의 언론(親中道主義 言論)의 중요성을 주도한 그는 MBC 문화방송이라는 공영방송의 노동조합 성향 노영화(勞營化) 전락을 비판하였다.

### MBC 문화방송 시절 대표 경력
그는 약 13년 1개월여간을 MBC 문화방송 시사제작부 차장(2000년 8월 21일 ~ 2013년 9월 27일) 직을 지냈고 훗날(2013년) 2개월여간을 MBC 문화방송 보도본부 뉴미디어뉴스국 예하 SNS뉴스부 부장(2013년 9월 27일 ~ 2013년 11월 30일) 직을 지냈으며 2013년 11월 30일을 기하여 프리 랜서 선언을 하였다.

### 대학 교수 관련 활약 이후
2016년 이후 이상로(李相魯) 前 중앙대 겸임교수 겸 숭실대 겸임교수, 김병헌(金柄憲) 前 중앙대 겸임교수 겸 숭실대 겸임교수, 김기수(金基洙) 前 중앙대 겸임교수, 박상봉(朴相琫) 前 중앙대 겸임교수 겸 숭실대 겸임교수 등과 함께 비정치가 출신 객원 논평에 활발히 참여, 친중도주의 탈이념 성향 공정 보도 언론 스펙트럼 단체에서 언론 단체와 언론인을 비평 및 비판하고 있다.

### 주요 경력
- 현대그룹 예하 평사원(1982년 1월~1983년 8월)
- MBC 문화방송 보도국 기자 이적 입사(1983년 8월)
- MBC 문화방송 보도본부 보도국 부국장대우(1999년 12월 1일 ~ 2000년 6월 11일)
- MBC 문화방송 심의국 부국장(2000년 6월 11일 ~ 2000년 8월 21일)
- MBC 문화방송 시사제작부 차장(2000년 8월 21일 ~ 2013년 9월 27일)
- MBC 문화방송 보도본부 뉴미디어뉴스국 예하 SNS뉴스부 부장(2013년 9월 27일 ~ 2013년 11월 30일)
- 중앙대학교 신문방송학과 겸임교수
- 성균관대학교 언론정보학과 겸임교수
- 홍익대학교 법학과 겸임교수
- 단국대학교 멀티미디어대학원 겸임교수
- 한국외국어대학교 언론정보학과 겸임교수
- 한양대학교 신문방송학과 겸임교수
- 한국방송통신대학교 신문방송학과 겸임교수
- 숭실대학교 언론정보학과 겸임교수
- 프리덤 뉴스 논설위원 겸 대주주
- 대한민국 국가비상대책국민위원회 VOK 뉴스 객원논설보도위원
- 프리덤 뉴스 객원논설고문 겸 대주주

### 학력
- 전라북도 전주국민학교 졸업
- 전라북도 전주북중학교 졸업
- 전라북도 전주고등학교 졸업
- 고려대학교 영어영문학과 학사
- 고려대학교 대학원 신문방송학과 언론학 석사
- 고려대학교 대학원 인터넷시사웹미디어법과학과 사회과학 박사

## 저서

### 언론과학 저술
- 《방송과 저작권》(2016년 6월, 커뮤니케이션북스)
- 《현대 저작권의 쟁점과 전망》(2016년 8월, 커뮤니케이션북스)
- 《초상권》(2019년 6월, 봄빛서원)